# 阿德里安诺·塞兰特诺

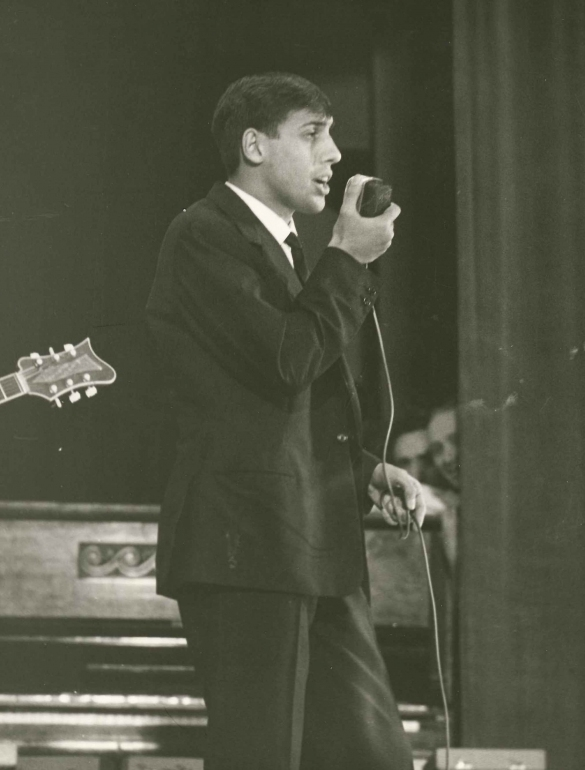
攝於1961年

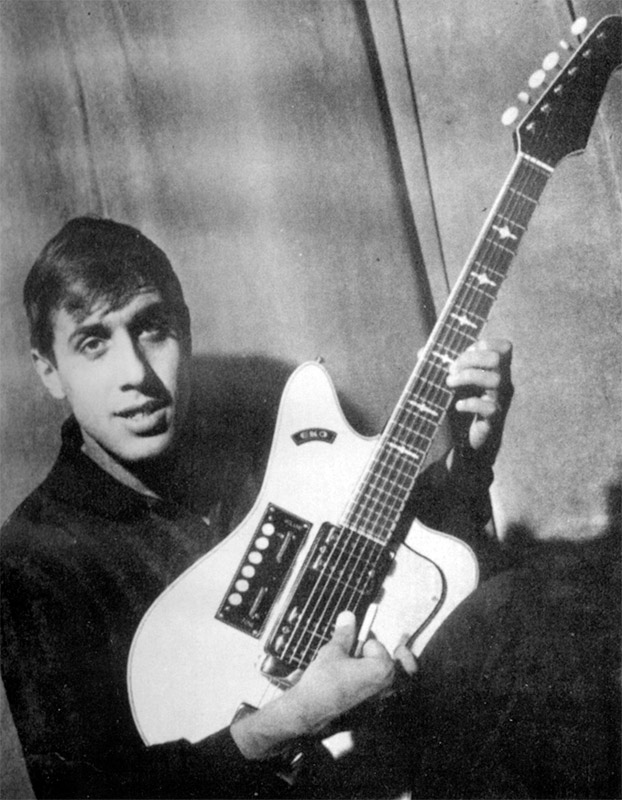
塞兰特诺拿着電結他

阿德里安诺·塞兰特诺（Adriano Celentano，義大利語發音：[adriˈano tʃelenˈtano]，1938年1月6日—）是一个意大利歌手、作曲家、喜剧演员、演员、电影导演和电视主持人。他的妻子是意大利女歌手、演員、製片人克勞蒂亞·莫里。二人在1963年於電影《Uno strano tipo》拍攝中認識，翌年結婚。婚後生了三名子女。
塞兰特诺出生于意大利米兰。在这里他之后写下了最为著名的歌曲"Il ragazzo della via Gluck"（来自Gluck街的男孩）。
受到偶像猫王的重要影响以及20世纪50年代由摇滚革命以及美国演员杰里·刘易斯，塞兰特诺在意大利的知名度维持了50多年，并保持了畅销百万的记录。而且他还出现在许多电视节目和电影。

## 外部連結
- Official website
- Adriano Celentano在互联网电影资料库（IMDb）上的資料（英文）
- Adriano Celentano discography （页面存档备份，存于） at imusic.am
- The complete Adriano Celentano discography (from Music City)
- （義大利語、英語和荷蘭語） Adriano Celentano – International
- Adriano Celentano Filmography